# Рудник-Перший
Рудник-Перший (пол. Rudnik Pierwszy) — село в Польщі, у гміні Закрівець Красницького повіту Люблінського воєводства.
Населення — 306 осіб (2011).

## Демографія
Демографічна структура станом на 31 березня 2011 року:
|          | Загалом | Допрацездатний вік | Працездатний вік | Постпрацездатний вік |
| -------- | ------- | ------------------ | ---------------- | -------------------- |
| Чоловіки | 142     | 26                 | 96               | 20                   |
| Жінки    | 164     | 31                 | 91               | 42                   |
| Разом    | 306     | 57                 | 187              | 62                   |